# Euseius ceylonicus
Euseius ceylonicus är en spindeldjursart som beskrevs av Moraes och Guilherme A.M.Lopes 2004. Euseius ceylonicus ingår i släktet Euseius och familjen Phytoseiidae. Inga underarter finns listade i Catalogue of Life.